# 阮福宝庭
阮福宝庭（越南语：／；1898年—1931年），越南阮朝宗室、作家。

## 生平
阮福寶庭出身第二正系靜嘉公房，是靜嘉公阮福綿宱曾孙，阮福膺序之子，成泰帝的再從堂弟，成泰十年（1898年）出生在承天府香茶縣安寧總金龍社。他早年隨父親在藩切生活和学习，10岁就开始学习汉字，后進入顺化国子監读书。啟定四年（1919年），宝庭到金兰教学，後又到西貢工作，以筆名“荷池”在《南圻經濟》、《公論》、《新世紀》、《婦女新聞》等報紙上發表文章。在西貢期間，他追隨潘周桢，多次演讲宣传民主，反對君主專制。
保大元年（1926年），西貢爆发了工人罷工，罷工失敗後，宝庭辭去工作，继续為《新世紀》、《東洋改革》（L'Essor Indochinois）撰文。保大二年（1927年），寶庭回到順化拜訪潘佩珠，並在京師金龍社等地發表演講，吸引大批民眾參加。尊人府會同譴責寶庭“欺君”，將他從阮朝尊籍上除名，改從母姓為謝庭，阮廷以“造妖書妖言”的罪名判處寶庭斬立決，最後改判流放到广治省鎮牢堡9年。他在獄中依然支持反對阮朝朝廷的流放犯人，因此改判流放昆仑岛。
在崑崙監獄中，寶庭继续寫作，並在《婦女新聞》等報刊上發表。1930年11月，寶庭組織流放犯逃跑，但沒有成功。1931年10月，寶庭再次組織逃跑，結果在海上失蹤，年僅33歲。
现在胡志明市第六郡有以他名字命名的道路。

## 家庭
寶庭的妻子是鵝貢省人，兩人有一個女兒，名叫尊女氏妙僊。